# Iscrizione di Bitola

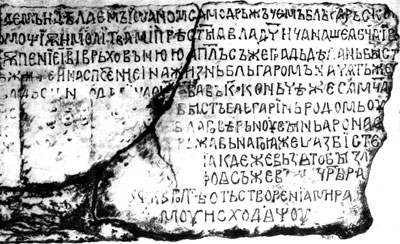
L'iscrizione di Bitola.

L'iscrizione di Bitola è un'iscrizione medievale scritta su pietra in slavo ecclesiastico antico.
Fu rinvenuta nel 1956 nella città di Bitola (Repubblica di Macedonia) nel corso della demolizione di una vecchia moschea ottomana.
L'iscrizione è conservata presso l'Istituto e Museo del monumento epigrafico di Bitola con la descrizione "frammento marmoreo con lettere cirilliche di Ioan Vladislav del 1015/17".

## Descrizione
Il testo commemora le opere di fortificazione della fortezza di Bitola sotto un certo Zar Ivan.
Si ritiene che l'iscrizione risalga a circa il 1015 d.C. e che il monarca in questione sia lo Zar Ivan Vladislav di Bulgaria.

## Testo
Il testo dell'iscrizione è in parte danneggiato.
Il testo, con alcune proposte di integrazione delle parti danneggiate fatte da Vladimir Moshin e Iordan Zaimov, è il seguente:

## Controversie
Nella Repubblica di Macedonia si nega ogni legame tra i Cometopuli e il Primo Impero bulgaro.
Per questo, l'importanza storica e politica dell'iscrizione fu la causa di un episodio controverso. Nel 2006, il consolato francese a Bitola sponsorizzò e preparò una guida turistica della città e stampò sulla sua pagina di copertina l'intero testo dell'iscrizione, con la didascalia bulgara chiaramente visibile su di essa.
Voci su di esso si diffusero prima della sua presentazione ufficiale e causarono confusione tra gli ufficiali della municipalità di Bitola. Il consolato francese fu informato, la stampa della nuova guida fu sospesa e la foto di copertina fu cambiata.